# Adolphe-Basile Routhier
Adolphe Basile Routhier, né le 8 mai 1839 à Saint-Placide et mort le 27 juin 1920 à Saint-Irénée-les-Bains, est un écrivain, essayiste, romancier, critique littéraire, avocat, juge et professeur canadien. Il est l'auteur des paroles françaises de l'hymne national du Canada par son poème intitulé Ô Canada.

## Biographie
D'une famille originaire de Saintonge, Sir Adolphe Basile Routhier est né à Saint-Placide sur les rives du lac des Deux Montagnes le 8 mai 1839. Dès un jeune âge, il développa un goût pour les voyages et les rêves.
À l'âge de 11 ans, le jeune Routhier fait ses études classiques au Séminaire de Sainte-Thérèse jusqu'en 1858. Par la suite, il étudie le droit à l'Université Laval. En 1861, il est admis au barreau. Un conservateur à cœur, il est candidat lors de l'élection fédérale de 1874 dans la circonscription de Kamouraska, mais il connaît une défaite. Cette même année, il est nommé juge puîné à la Cour supérieure de la province de Québec pour le district du Saguenay.
En 1876, il préside le procès qui, selon lui, serait le plus important de toute l’histoire canadienne celui de « l'influence indue ». L'enquête dura 35 jours et plus de 175 témoins sont entendus. Selon Routhier, ce fut le plus important conflit entre l'Église et l'État.
En 1897, Routhier refusa le poste de lieutenant-gouverneur des Territoires du Nord-Ouest pour accepter celui de juge de l'amirauté à la Cour de l’échiquier du Canada. À ce même moment, il est aussi professeur de droit à l'Université Laval.
Entre-temps dans sa carrière littéraire, Routhier collabore avec plusieurs journaux et revues, notamment le Nouveau Monde et le Courrier du Canada. En 1871, il fait paraître ses Causeries du dimanche, un recueil d'articles déjà publié dans le quotidien. Durant sa longue carrière, il a touché à tous les mouvements littéraires de son temps :essai critique, portraits littéraires, esquisses historiques, récits de voyage, poèmes, romans et drame. Un écrivain généreux, il composa les paroles de l'Ô Canada en 1880 à l’occasion de la Saint-Jean Baptiste ; c'est son œuvre la plus marquante. Ce ne sera qu’en 1980 que ce poème deviendra officiellement l'hymne national du Canada.

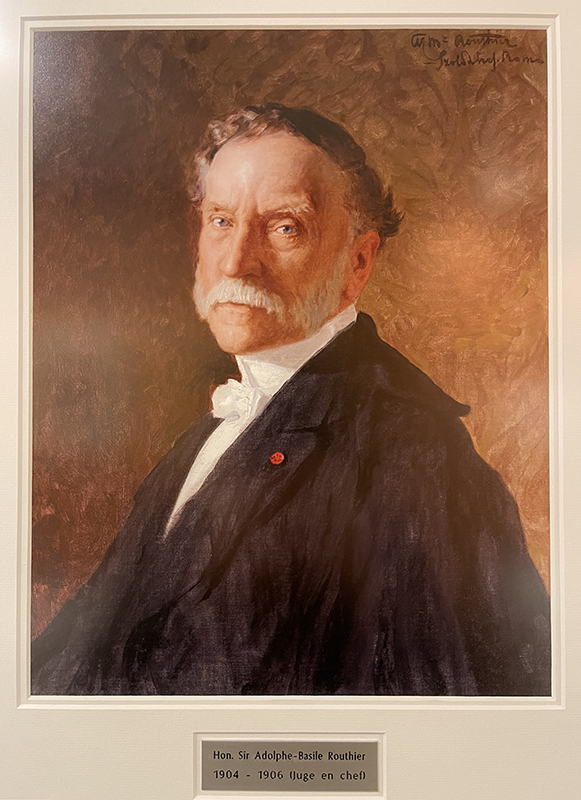
Honorable Sir Adolphe-Basile Routhier, juge en chef 1904-1906

En 1875, à Rome, Pie IX lui conféra le titre de chevalier de l’Ordre de Saint-Grégoire-le-Grand, puis en juin 1911, le roi Édouard VII le créa chevalier de Saint-Michel et de Saint-Georges, il fut désormais appelé sir Adolphe Basile Routhier.
En 1906, Routhier prend sa retraite bien méritée. Il consacrait tout son temps libre à la création littéraire. À 80 ans, sa prose était toujours aussi alerte. Il avait 81 ans quand il est mort en pays de Charlevoix, à Saint-Irénée-les-Bains, le 27 juin 1920 à l'âge de 81 ans. Il a été inhumé au cimetière Notre-Dame-de-Belmont à Sainte-Foy (Québec).

## Bibliographie

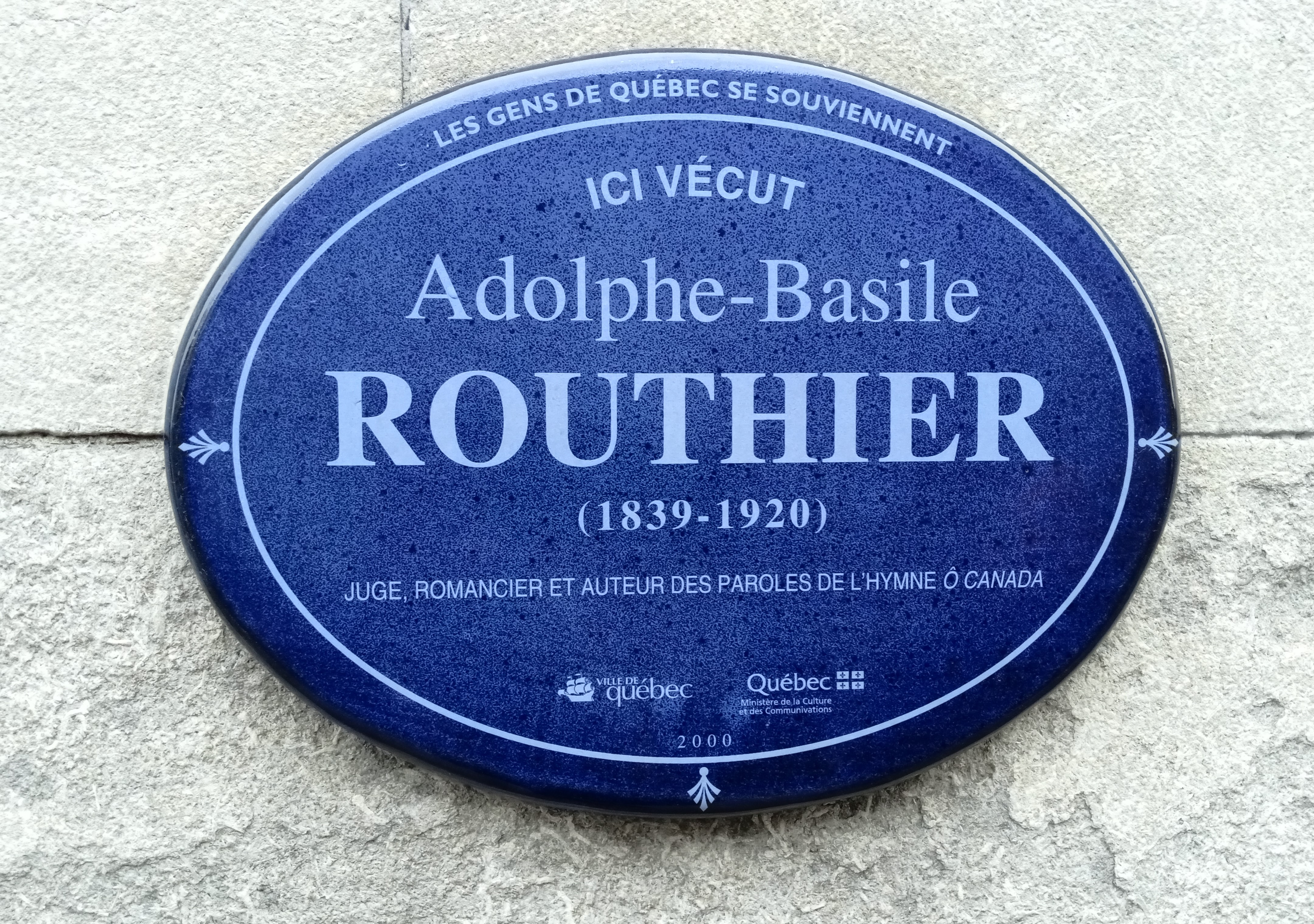

## Prix littéraire
1867 : Médaille de bronze dans un concours de poésie de l'Université Laval,

## Hommages
- La rue Sir-Adolphe-Routhier a été nommée en son honneur, en 1947, dans la ville de Québec.
- Une plaque "Ici vécut" de la ville de Québec est présente au 83 rue Saint-Louis, en son honneur, pour indiquer son ancien lieu de résidence.